# Constitutional Union Party
Il Constitutional Union Party (lett. "Partito di Unione Costituzionale") fu un partito politico attivo negli Stati Uniti d'America negli anni immediatamente precedenti la guerra di secessione, tentando di affermarsi come terzo partito dopo quello Democratico e quello Repubblicano. La formazione politica tuttavia non superò le elezioni presidenziali del 1860, dissolvendosi allo scoppio della guerra civile americana.

## Storia
Negli anni 1850 gli Stati Uniti d'America stavano affrontando un momento di grave crisi sociopolitica, che sarebbe culminata nello scoppio della guerra di secessione americana nel 1860-61. La politica statunitense di quel periodo si era fatta estremamente violenta e settaria, soprattutto riguardo a problemi topici come i diritti dei singoli Stati dell'Unione e la liceità della schiavitù.
Per cercare di risolvere la situazione e unificare la politica statunitense, erano stati fatti alcuni tentativi per riappacificare le frange opposte del Partito Democratico e del Partito Whig, principali formazioni politiche nazionali del tempo. Già nel 1850, a seguito dell'accordo politico di quell'anno, si era formato un primo Constitutional Union Party, guidato da influenti politici come il democratico Howell Cobb e i whig Robert Toombs e Alexander Hamilton Stephens; tale iniziativa era tuttavia presto naufragata e il primo Constitutional Union Party si era dissolto per divergenze interne poco prima delle elezioni presidenziali del 1852. Nel 1859 il movimento fu rivitalizzato da membri dell'ormai defunto Partito Whig e del nativista Know Nothing, per tentare di proporre una soluzione di compromesso che non appoggiasse gli "estremismi" dei due partiti dominanti, quello Democratico e quello Repubblicano, in un clima politico sempre più teso ed esasperato.
Alle elezioni presidenziali del 1860 quindi il partito si presentò con un manifesto elettorale indipendente, che fondamentalmente ignorava il problema pur impellente della schiavitù al fine di propugnare l'unionismo a oltranza. I candidati del Constitutional Union Party erano, rispettivamente come presidente e vicepresidente, gli ex-whig John Bell ed Edward Everett. La piattaforma moderata degli unionisti risultò poco popolare, riuscendo ad assicurarsi solo 39 voti elettorali e risultando maggioritaria in soli tre Stati, ovvero Virginia, Kentucky e Tennessee, posti proprio sulla frontiera tra Nord e Sud e dove gli ideali nordisti e sudisti cozzavano con maggior violenza (non casualmente, molte delle battaglie della guerra di secessione sarebbero state combattute proprio in questi luoghi).
Dopo la vittoria di Abraham Lincoln e la secessione degli Stati del Sud, il Constitutional Union Party, vedendo ormai fallita la linea unionista e moderata, si dissolse e non si riformò più.